# Balodabazar
Balodabazar, auch Baloda Bazar, ist eine Stadt im indischen Bundesstaat Chhattisgarh.
Die Stadt ist Hauptort des Balodabazar-Bhatapara. Balodabazar hat den Status eines Municipal Council. Die Stadt ist in 18 Wards gegliedert. Sie hatte am Stichtag der Volkszählung 2011 26.632 Einwohner, von denen 13.481 Männer und 13.151 Frauen waren. Die Alphabetisierungsrate lag 2011 bei 83,8 % und damit über dem nationalen Durchschnitt. Hindus bilden mit einem Anteil von ca. 92 % die Mehrheit der Bevölkerung in der Stadt. Muslime bilden mit einem Anteil von ca. 6 % eine Minderheit.
Der Name des Ortes entstand, weil sich hier ein Handelsplatz für Ochsen (Hindi बैल Baila) und Büffel (Boda) befand. Aus Bailboda Bazar wurde schließlich Balodabazar.